# Chabielice
Chabielice is een dorp in de Poolse woiwodschap Łódź. De plaats maakt deel uit van de gemeente Szczerców en telt 500 inwoners.